# Huik (kleding)

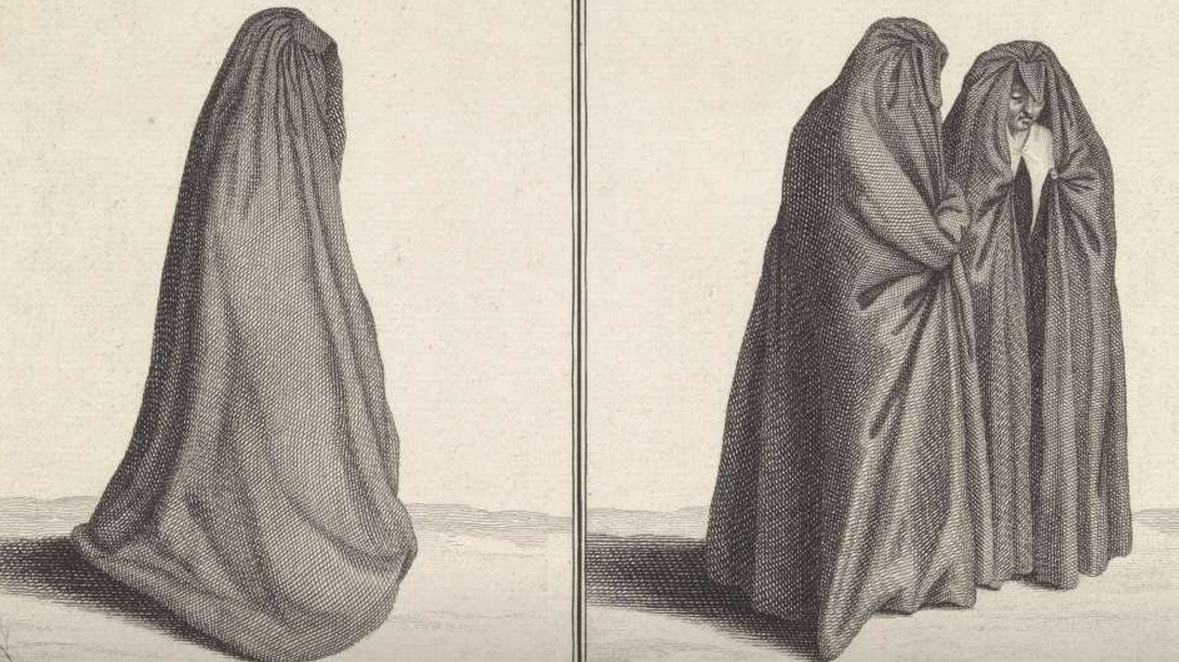
Voorbeeld van een Huik, door Bernard Picart 1733, collectie Rijksmuseum Amsterdam

Een huik is een lange zijden of stoffen kapmantel zonder mouwen. Het woord komt al sinds de 14e eeuw voor in het Nederlands, maar de etymologie is onzeker: taalkundigen vermoeden dat het afkomstig is uit het Frans. De haik is een traditioneel Noord Afrikaanse kledingstuk, dat de vrouw volledig bedekte. 
Het kledingstuk kwam, na contacten met Marokko en Andalusië gedurende de kruistochten, vanaf de veertiende eeuw voor in de Lage Landen. Adellijke Europese dames namen delen van de Arabische kledij over. De huik komt voor in vele uitdrukkingen en spreekwoorden (zoals 'zijn huik naar de wind hangen' - zijn overtuiging wisselen naargelang de omstandigheden). Huiken werden zeker in Antwerpen en Brussel gemaakt in de zestiende en vroege zeventiende eeuw en uitgevoerd naar Duitsland.
De huik werd voornamelijk gedragen tijdens de periode van rouw na een sterfgeval, maar ook bij regenweer. Van het eiland Texel is bekend dat nabestaanden de huik droegen bij het 'omzeggen', het rondgaan met het bericht van overlijden. Een beschrijving hiervan is te vinden bij de Texelse schrijver Dirk Dekker in het verhaal Het huisgezin van Jan de With. Ook op Wieringen werd de huik gedragen, bijvoorbeeld bij begrafenissen; daar was die traditie nog tot in de jaren 1930 levend.

Tekening gemaakt door Albrecht Dürer, in het Album dat hij bijhield tijdens zijn reis door de Nederlanden in 1520-1521: portret van een jonge vrouw uit Goes en een uit Bergen op Zoom. De vrouw uit Goes (rechts) draagt een huik.

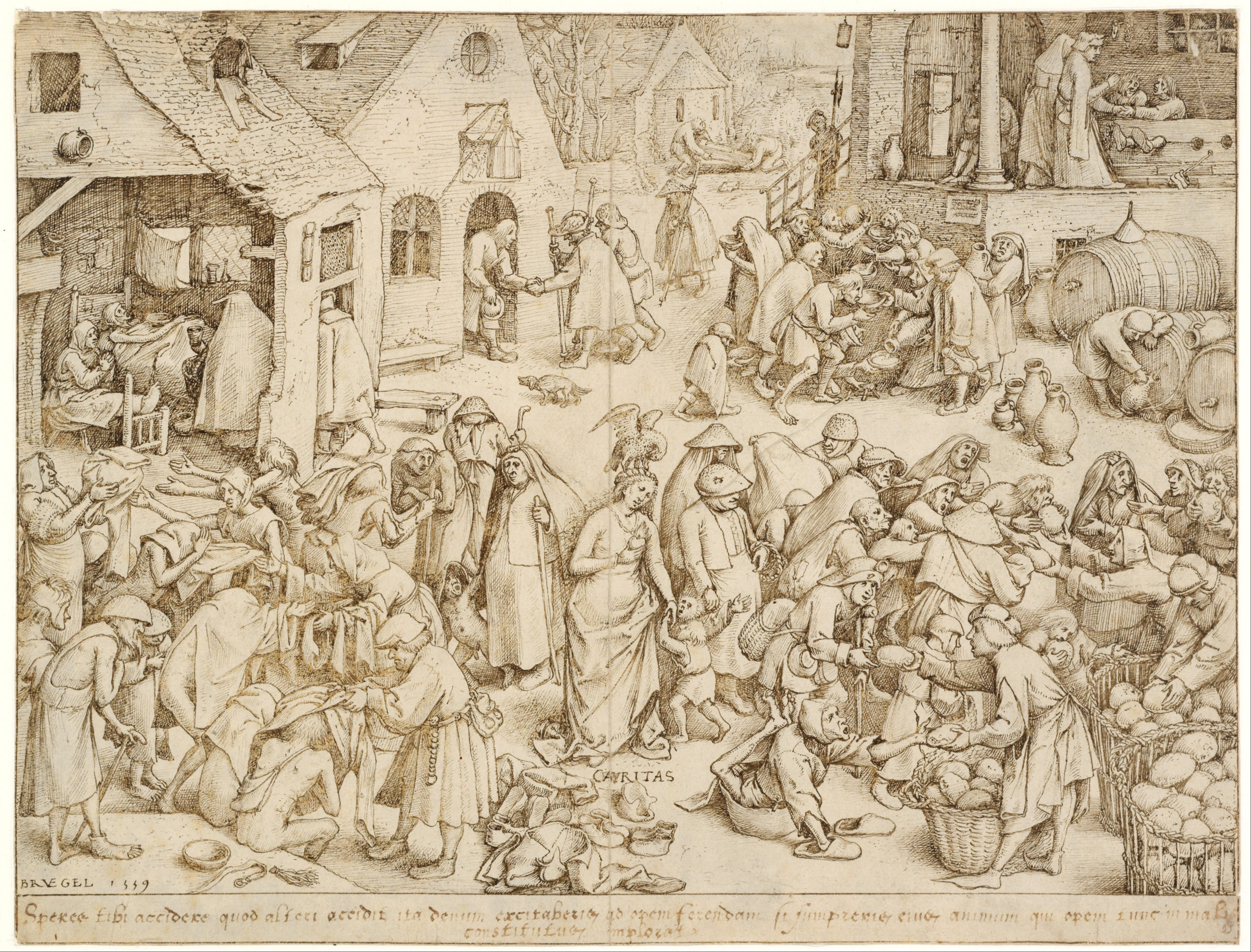
Pieter Bruegel de Oude - Caritas (Liefdadigheid), 1559 - (minstens) 6 huiken

Huiken in de kunst
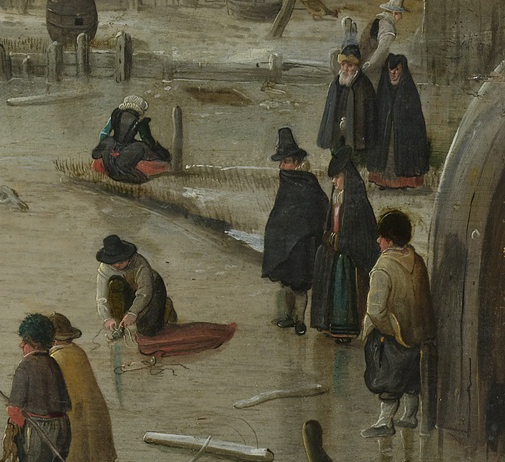
Schaatsenrijden in een dorp, 1610, door Hendrick Avercamp
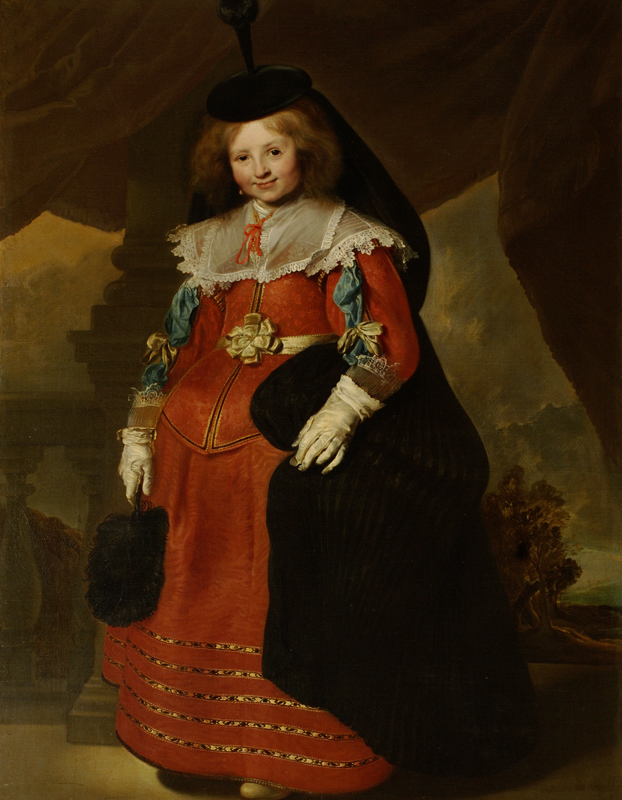
Portret van Emerantia Beresteyn, 1634 door Pieter Soutman
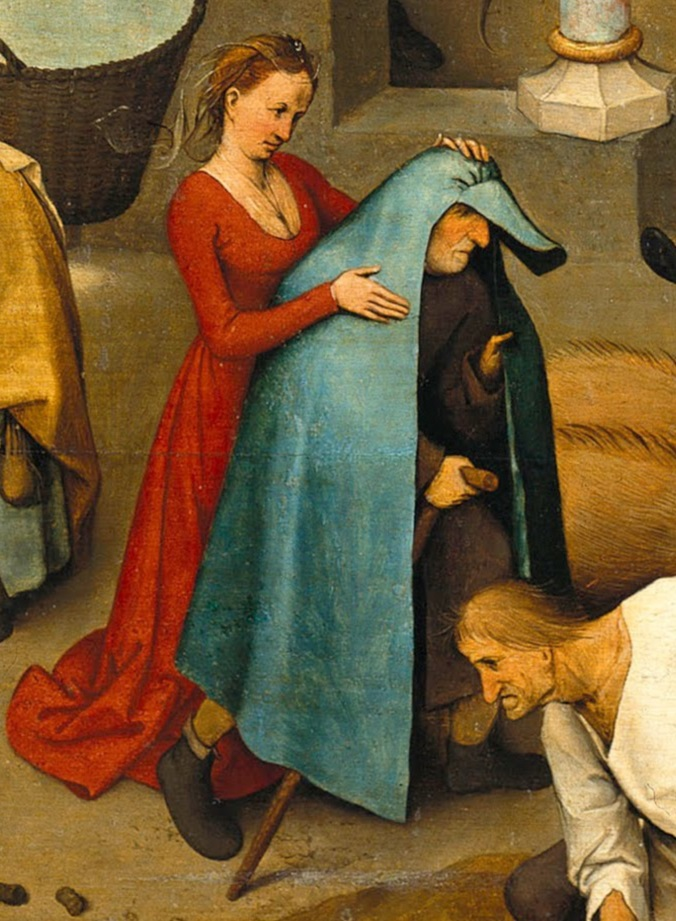
"Zij hangt haar man de blauwe huik om" (zij bedriegt haar man), detail Nederlandse Spreekwoorden door Pieter Bruegel de Oude